# Papio papio
Il babbuino della Guinea (Papio papio Desmarest, 1820) è una scimmia della famiglia dei Cercopitecidi, diffusa in Africa occidentale.

## Descrizione
È la più piccola tra le specie del genere Papio: è lunga in media 68 cm, con una coda di circa 50 cm ed un peso medio di 17 kg.
La pelliccia è di colore bruno-rossastro; il muso, che ha la tipica forma canina di tutti i babbuini, è glabro e di colore nero.

## Biologia
È una specie con abitudini diurne, che trascorre la maggior parte del tempo al suolo ma si rifugia di notte sugli alberi.
La sua dieta consiste di frutti, germogli, radici, insetti e piccoli vertebrati.
La gestazione dura circa 6 mesi e si conclude con il parto di un unico cucciolo.

## Distribuzione e habitat
Il suo areale comprende Senegal, Gambia, Mali, Mauritania, Guinea, Guinea-Bissau e Sierra Leone.

## Conservazione
La IUCN Red List classifica questa specie come a basso rischio di estinzione.
La specie è inserita nell'Appendice II della Convention on International Trade of Endangered Species (CITES).
Parte del suo areale ricade all'interno del Parco nazionale di Niokolo-Koba (Senegal) e del parco nazionale di Outamba-Kilimi (Sierra Leone).